# Gunnedet en Sjöändan
Gunnedet en Sjöändan (Zweeds: Gunnedet och Sjöändan) is een småort in de gemeente Norrtälje in het landschap Uppland en de provincie Stockholms län in Zweden. Het småort heeft 76 inwoners (2005) en een oppervlakte van 77 hectare. Eigenlijk bestaat het småort uit twee plaatsen: Gunnedet en Sjöändan. Het småort wordt vooral omringd door bos en rotsachtig gebied, ook grenst het småort aan twee meren Gunnsjön en (een baai van) Länna kyrksjö. De stad Norrtälje ligt zo'n twintig kilometer ten noorden van Gunnedet en Sjöändan.